# Middlebrook (Virginia)
Middlebrook  es un lugar designado por el censo situado en el condado de Augusta, Virginia  (Estados Unidos). Según el censo de 2010 tenía una población de 213 habitantes.

## Demografía
Según el censo de 2010, Middlebrook  tenía una población en la que el 97,2% eran blancos; el 0,0% afroamericanos; el 0,0% eran indios americanos y nativos de Alaska; el 0,0% eran asiáticos; el 0,0% hawaianos y otros isleños del Pacífico; el 2,3% de otra raza, y el 0,5% a partir de dos o más razas. El 2,3% del total de la población eran hispanos o latinos de cualquier raza.